# Am Tor des Himmels

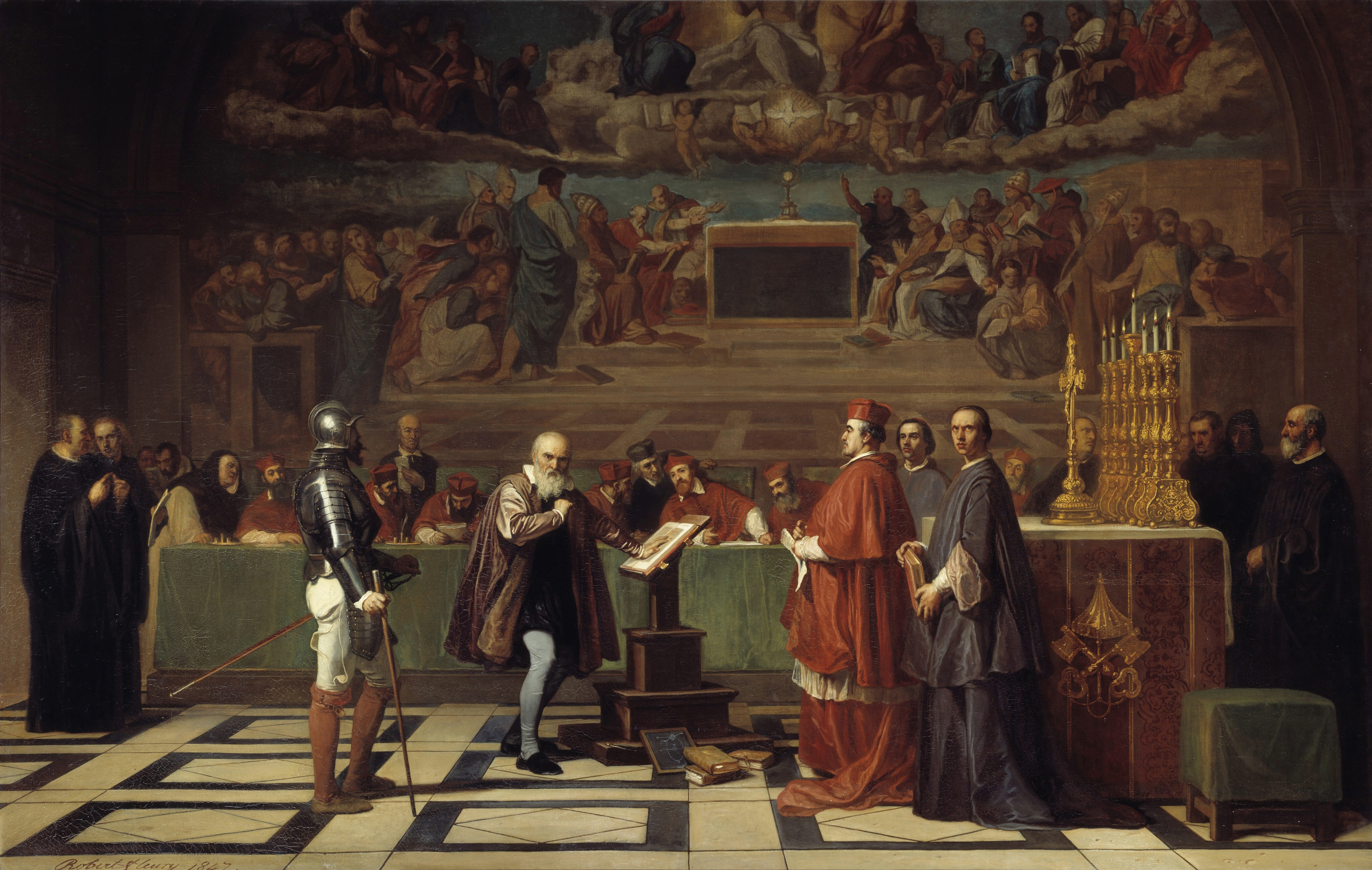
Joseph Nicolas Robert-Fleury (1847): Galilei vor der römischen Inquisition

Am Tor des Himmels ist eine Novelle Gertrud von le Forts, die sie als fast Achtzigjährige verfasste. Sie erschien 1954 im Insel-Verlag in Wiesbaden. Die erste Auflage erschien mit 40 000 Exemplaren.
Thema der Novelle ist die Bedrohung des christlichen Gottesglaubens durch die moderne Naturwissenschaft, die in der Renaissance mit Galilei entstand und ihren Höhepunkt am Ende des Zweiten Weltkriegs in der Erfindung der Atombombe fand.

## Rahmenerzählung
Die Rahmenerzählung spielt im Frühherbst, vermutlich 1944, in Süddeutschland. Die Ich-Erzählerin versucht, Familiendokumente aus der Stadtvilla ihrer Familie zu retten, wobei ihr ein junger deutscher Naturwissenschaftler hilft. Das interessanteste Dokument ist das „Galileische Dokument“. Sein Inhalt, den der junge Deutsche vorliest, bildet die Binnenerzählung aus dem ersten Drittel des 17. Jahrhunderts. Sie spielt in Padua und in Rom. Ein junger Deutscher, möglicherweise Vorfahr der Familie, schildert seine Gespräche mit einem Kardinal und anderen Kirchenvertretern, den Galileiprozess und seine Liebe zu Diana, der Nichte „des Meisters“ und des Kardinals. Danach wird die Rahmenhandlung fortgeführt. Das Stadthaus wird von einer Fliegerbombe getroffen, der junge Wissenschaftler rettet die Erzählerin, diese wirft das Dokument in die Flammen. Nach dem Krieg treffen sie sich wieder, um das Dokument zu rekonstruieren. Der Wissenschaftler erklärt der Ich-Erzählerin, dass er in Amerika eine berufliche Laufbahn vor sich hat und an die Naturwissenschaft glaubt.

## Inhalt
Rahmenhandlung: Die ältere Ich-Erzählerin wohnt wegen des Luftkriegs mit der Familie ihrer Cousine Marianne in einem süddeutschen Dorf. Auf Wunsch der Cousine reist sie mit dem Zug in die Stadt, um aus dem Stadthaus der Familie kostbare alte Familiendokumente vor drohenden Bombenangriffen zu retten. Ein besonders rettungswürdiges Papier ist das Galileische Dokument, dessen Autor ein Vorfahr der Familie sein könnte. An einem frühen Herbstabend kommt sie in der abgedunkelten Stadt an. Ein Vetter ihrer Cousine, ein junger promovierter Naturwissenschaftler, der in einem Rüstungsbetrieb gearbeitet hat und kurz vor dem Fronteinsatz steht, hilft der Erzählerin bei der Sichtung und Auswahl der Dokumente. Er liest ihr das Galileische Dokument vor.
Binnenhandlung:
17. Jahrhundert: Ein junger Gelehrter, Schüler eines „deutschen Meisters“ und Bewunderer des „italienischen Meisters“, berichtet in dem Dokument von seinen Erfahrungen in Rom und Padua, während der Dreißigjährige Krieg in Deutschland herrscht. Er möchte von der Wahrheit vor Freunden und Feinden Zeugnis ablegen über den Prozess gegen den berühmten Italiener. Er beginnt mit dem Abend, and dem er von einem hoch gelegenen Zimmer aus die Mediceischen Sterne beobachtet. Dieses Zimmer heißt wegen seiner Beobachtung der Gestirne „Tor des Himmels“. Er ist mit einer Nichte und Schülerin Galileis zusammen, Diana, die er liebt. Beim Anblick der Mediceischen Sterne sind beide von Begeisterung überwältigt. Diana jedoch, anders als dem religiös erzogenen Deutschen, kommen Zweifel an der Religion.
„Wir haben keinen Gott mehr, der sich um uns kümmert, wir haben nur noch uns selbst!“ Und dann, fast beschwörend: „Nur noch uns selbst, nur noch uns selbst! Hinfort muß der Mensch dem Menschen alles sein! Aber was ist denn der Mensch, und was wird künftig aus ihm werden?“
Ein Kardinal, der Bruder von Dianas Mutter, befiehlt den Schülern Galileis, unverzüglich in ihre Heimatländer zu reisen. Der junge Deutsche missachtet die Anordnung und folgt Diana nach Rom, wohin der der Kardinal sie zu ihrem Schutz beordert hat. In Rom angekommen, darf der junge Deutsche den Palast des Kardinals nicht verlassen. Von einem Gast des Kardinals, der sich als Zensor der Römischen Inquisition entpuppt, wird er in ein Gespräch gezogen, das eigentlich dazu dient, ihn zu verhören, ohne dass er dies bemerkt. Der Zensor äußerte während des Gesprächs, der „kleine Mensch“ solle nicht versuchen, die Geheimnisse Gottes zu lüften. Der junge Deutsche brachte darauf seine Vorstellung von Wahrheit ins Gespräch: Der Forscher befrage die Natur, nicht Gott. Was Wahrheit sei, bestimme die Heilige Kirche, hatte der Zensor streng entgegnet und die Gesellschaft beim Kardinal war mit einem Mal verstummt.
Im nächsten Handlungsschritt geht es um eine Auseinandersetzung zwischen dem Kardinal und seiner Nichte Diana. Dabei werden unüberbrückbare Gegensätze ihrer Weltanschauung zu Tage. Der Kardinal fasst seine Sicht zusammen: Wenn kein Forscher mehr an Gott glaubt, dann wird am Ende der Mensch überhaupt keine Furcht mehr kennen.

Um seine Nichte vor der Inquisition zu retten und zugleich von ihren Überzeugungen abzubringen, will der Kardinal sie mit einem Marquis verheiraten. Als Diana dies ablehnt, erkennt der Kardinal ihren Abfall vom Glauben und stellt sie zur Rede, während sie durchs Teleskop die Mediceischen Sterne beobachtet. 
„Ist es ein All ohne Gott, das du zu erblicken meinst und zu dem du dich bekennst?
Diana bejaht die Wissenschaft und kündigt dem Kardinal ihren Sieg über die Kirche an: 
„...dieselbe Wissenschaft, die ihr vernichtet, wird euch vernichten.
Der junge Deutsche legt ein gutes Wort für Diana ein, sie sei dem neuen Weltbild noch nicht gewachsen.was aber nach Meinung des Kardinals niemals der Mensch als solcher sein wird. Diana wird in ein Kloster verbracht. Der junge Deutsche gesteht zuvor Diana erneut seine Liebe. Diana kann seine Liebe nicht erwidern, weil sie Galilei liebe. Diana weiß jedoch, dass auch ihre Liebe unerfüllt bleibt, da Galilei einzig die Sterne liebe. Sie bittet den jungen Deutschen, die Lehre Galileis zu bewahren.

Bevor der junge Deutsche in die vom Krieg überzogene Heimat abreist, führt er ein Gespräch mit dem Kardinal. Darin gesteht er ihm seine Liebe zu Diana. Sie sei das Kostbarste, das er kenne. Der Kardinal widerspricht, es gebe etwas Größeres als den Schmerz der Liebe, das „Opfer des uns Liebsten“. Im Gespräch über Galilei schildert der Kardinal seine größte Sorge:
„Ich habe vorhin den Menschen der Zukunft gesehen – so wie dieses unglückliche Mädchen seinen eigenen Untergang heraufbeschworen hat, so wird die Menschheit einst den Untergang der Welt heraufbeschwören, denn die Erkenntnis wird stets mit dem Tode bezahlt. So war es schon im Paradiese bei den ersten Menschen, und so wird es immer sein“.
Obwohl der Kardinal weiß, dass Galileis Erkenntnisse wahr sind und selbst voller Zweifel an seinem Glauben ist, fühlt er sich verpflichtet, den Glauben zu schützen, auch wenn dies durch eine Lüge geschehe.
In der weiteren Handlung belauscht der junge Deutsche aus einem Versteck heraus den Prozess gegen Galilei. Der verehrte Meister schwört ab, widerruft die eigene Lehre, aber in einer Weise, die seine Überlegenheit gegenüber seinen Anklägern zum Ausdruck bringt. Er erwidert ihre Lüge mit seiner. Galilei wird begnadigt. Als der Deutsche aus Rom flüchtet, ist er von seiner Kirche enttäuscht und will des "Meisters Werk" retten.
Rahmenhandlung:
1945: Während die Erzählerin und der junge Deutsche in der Stadtvilla das Galileische Dokument zu Ende lesen, wird die Stadt von einem Bomberverband angegriffen. Zunächst treten sie auf den Balkon, um den Sternenhimmel, das „Tor des Himmels“ mit den angreifenden Bombern und dem Abwehrfeuer zu beobachten. Als der Angriff näher kommt, flüchten sie in den Keller, dann zieht sie der junge Deutsche ins Freie, womit er ihr das Leben rettet. Beim Schritt ins Freie auf die brennende Straße wirft die Erzählerin das Manuskript, das sie an sich gepresst hielt, von sich
„... als ich die brennende Straße erblickte – ja dann habe ich es einfach fortgeworfen, so wie die anderen Menschen damals ihr Geld fortwarfen. Der Feuersturm wirbelte die Blätter empor – ich sah sie aufflammen – was kümmerte es mich? – – –“
Ihre Cousine Marianne bedauert den Verlust der Familiendokumente, besonders des Galileischen Dokuments und bittet die Erzähleri, den Inhalt zu rekonstruieren: Dazu lädt sie ihren jungen Vetter ein, der in der Bombennacht das Dokument vorgelesen hat. Anders als der Ehemann der Cousine, war er nicht in Gefangenschaft geraten, sondern hatte ein günstiges Angebot in den USA erhalten, um seine wissenschaftlichen Forschungen weiterzuführen, „um zu helfen Leben zu vernichten“, wie die Erzählerin am Ende kommentiert. Im Gespräch über das Erlebte äußert er, der Kardinal habe mit seiner Vision recht behalten.
„Dieser Mann hat die Menschen gekannt, der wußte schon vor dreihundert Jahren über uns Heutige genau Bescheid. Die Diana in dem Dokument konnte noch sagen: es gibt nur noch die ewigen Gesetze und den Menschen – heute gibt es weder ewige Gesetze noch den Menschen.“
Er erwähnt Hiroshima und meint, die Entwicklung gehe auf jeden Fall weiter, niemand sei mehr in der Lage, sie aufzuhalten. Danach machen sie gemeinsam mit Marianne Notizen zum Galileischen Dokument. Der junge Vetter verlässt sie und bemerkt am Ende, Gott könne vielleicht einmal wieder eine Rolle spielen,
„...wenn wir wieder zu Gott fänden, dann könnten wir ihn nicht mehr in unsere Kausalitätsgesetze einschließen – dann würde es ein Gott sein, der wirklich etwas zu sagen hätte. Aber einstweilen ist es noch nicht soweit, also nützen wir unsere Freiheit!“
Die Erzählerin bleibt verunsichert zurück: „Ja, Gott mußte wieder etwas zu sagen haben, auch bei mir. Wir standen im Grunde vor der gleichen Entscheidung. Wie würde sie ausfallen?“

## Zitat
- „Die Erkenntnis wird stets mit dem Tode bezahlt.“[3]

## Rezeption
- Die Novelle gehörte in mehreren Bundesländern zur Schullektüre.[4]
- Nicholas Meyerhofer zieht eine Parallele von Am Tor des Himmels zu Brechts Leben des Galilei.[5] Für Ursula Heuenkamp findet sich eine ähnliche Verbindungslinie zwischen Galilei und der Atombombe in beiden Werken.[6] Sascha Kiefer sieht interessante Übereinstimmungen jenseits politischer Richtungen und findet die religiöse Fokussierung Le Forts historisch angemessener als die  vielen unterschiedlichen Bezüge und die gesellschaftstheoretische Grundlage Brechts. Das intellektuelle Klima der frühen 50er Jahre werde in beiden Werken erfahrbar.[7]

## Verfilmung
Nach einem Drehbuch von Horst Dallmayr verfilmte Franz Josef Wild 1967 die Novelle unter dem Titel Ein Schweigen am Himmel (oder auch Ein Schweigen vom Himmel). Peter Pasetti spielte den Kardinal, Paola Loew seine Nichte. Die Sendung wurde am 11. Januar 1968 in der ARD ausgestrahlt (114 Min.).